# Джордан Девіс
Джордан Карл Вілер Девіс (англ. Jordan Carl Wheeler Davis, нар. 30 березня 1988) — американський кантрі-поп-співак і автор пісень. Він підписав контракт з підрозділом MCA Nashville Universal Music Group Nashville, для якого він випустив один альбом і два мініальбома.

## Біографія і кар'єра
Джордан Карл Вілер Девіс народився в Шривпорті, штат Луїзіана, від матері Луванни та батька Рікі. У нього є брат Джейкоб Девіс (який також є кантрі-співаком) і сестра Джентрі. Його дядько Стен Пол Девіс написав хіти Трейсі Лоуренс «Today's Lonely Fool» і «Better Man, Better Off». Він відвідував середню школу C. E. Byrd, перш ніж закінчити коледж зі ступенем екології в Університеті штату Луїзіана.
Після закінчення навчання він переїхав до Нешвілла, штат Теннессі, у 2012 році, а в 2016 році уклав контракт із гуртом Universal Music Group Nashville.
Дебютний сингл Девіса «Singles You Up» вийшов у середині 2017 року. Він написав пісню разом зі Стівеном Дейлом Джонсом і Джастіном Ебахом. Він посів перше місце в чарті Billboard Country Airplay у квітні 2018 року. Відповідний дебютний альбом Home State вийшов 23 березня 2018 року. Пол ДіДжованні, гітарист Boys Like Girls, продюсував альбом. «Take It from Me» було випущено на кантрі-радіо 7 травня 2018 року як другий сингл з альбому. У березні 2019 року він посів друге місце в чарті Country Airplay. Третій сингл з альбому, «Slow Dance in a Parking Lot» випущений на кантрі-радіо 22 квітня 2019 року, а також очолив Country Airplay.
У травні 2020 року Девіс оголосив про вихід свого однойменного мініальбому, який продюсував Пол ДіДжованні. Девіс сказав: «Я не можу вам передати, як я в захваті від того, що ви всі почули ці пісні. Я пишаюся цією». Виходу EP передували релізи «Cool Anymore», «Detours» і «Almost Maybes». Девіс номінований на «Пісню року ACM» і «Сингл року» з «Buy Dirt» за участю Люка Брайана. Вони виграли «Пісню року». Девіс став співавтором синглу «Broken Umbrella» Джоджо Мейсона.

## Особисте життя
Девіс одружився з Крістен О'Коннор у 2017 році. Їхня донька Елоїза Ларкін народилася 17 листопада 2019 року. Їхній син Локлан Джозеф народився 4 вересня 2021 р.